# Coelioxys piligena
Coelioxys piligena är en biart som beskrevs av Pasteels 1968. Coelioxys piligena ingår i släktet kägelbin, och familjen buksamlarbin. Inga underarter finns listade i Catalogue of Life.